# Kloster Maidbronn
Das Kloster Maidbronn ist ein ehemaliges Kloster der Zisterzienserinnen im gleichnamigen Ortsteil von Rimpar in Bayern in der Diözese Würzburg.

## Geschichte
Das 1232 gegründete Zisterzienserinnenkloster Fons Virginis Sanctae Mariae wurde 1235 nach Ezelenhusen verlegt. Das Kloster wurde 1581 aufgehoben (Kloster Maidbronn). Reste des Klosters haben sich erhalten: Die Kirche St. Afra dient der Kuratiegemeinde als Gotteshaus, sie besteht aus dem Chor (als Rechteckchor ausgeführt, Datierung daher auf 1260/70), der Laienkirche und Teilen der erhöhten Nonnenempore. Die Kirche und das Kuratenhaus wurden geteilt, um den Zugang zum Brunnen des ehemaligen Klosters zu schaffen und 1885 wurden die Reste der Nonnenkirche unter Beibehaltung der Umfassungsmauern zum Kuratenhaus umgebaut. Dieses Kuratenhaus liegt gegenüber der Kirche und beinhaltet die Reste der Nonnenkirche und der zugehörigen Unterkirche/Gruftkirche. Am Westgiebel hat sich die Umfassung des gotischen Spitzbogenfensters erhalten.

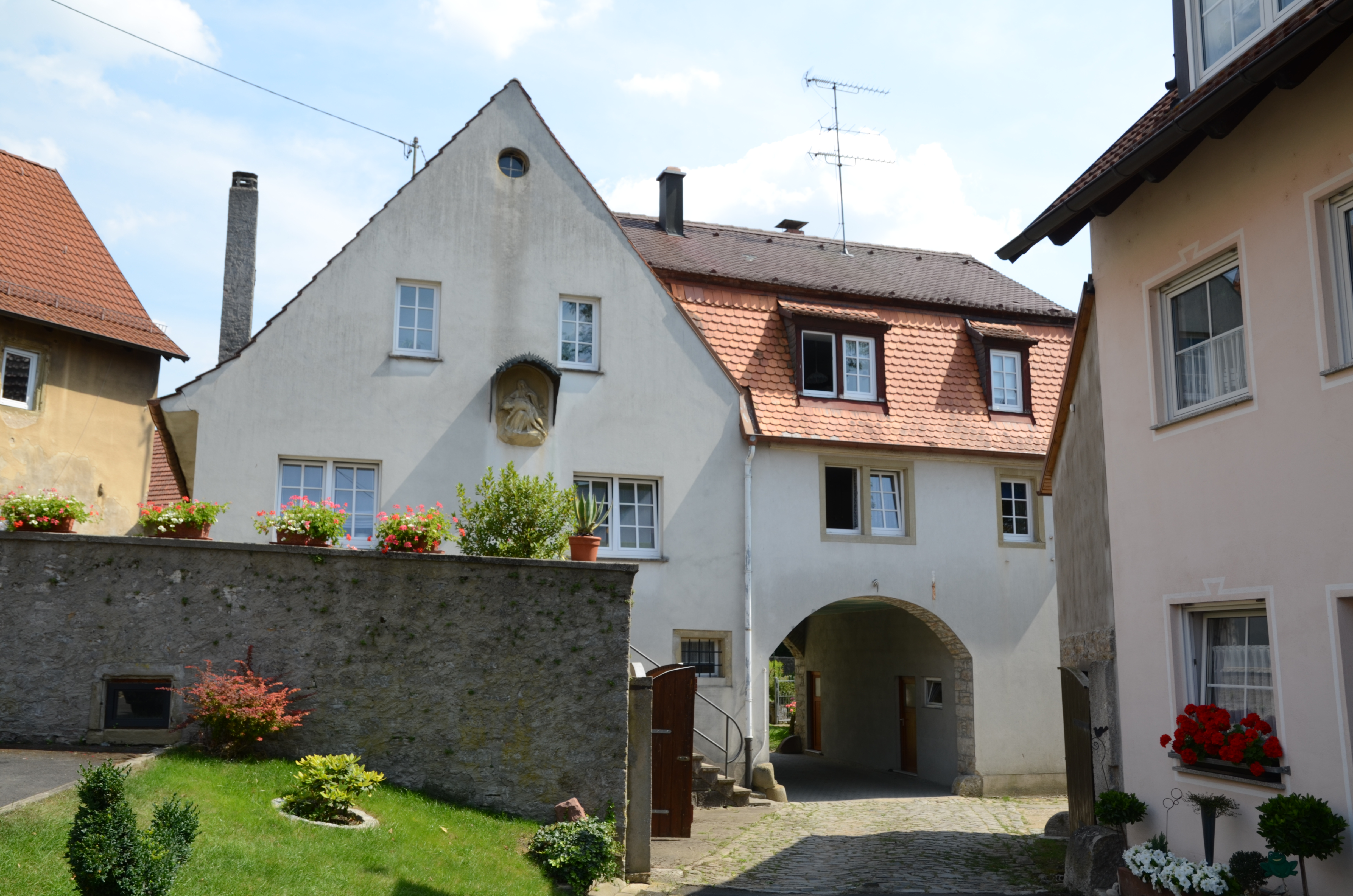
Westflügel

An den ehemaligen Nonnenchor ist der Westflügel des Konventsgebäudes angebaut, der als privates Wohnhaus genutzt wird. Er zeigt noch Spuren des ehemaligen Kreuzganges. Der Ostflügel ist verfallen, erhalten sind lediglich Reste der Außenmauer, teilweise noch mit den original Fenstergewänden. Aus der Höhenlage der Fenster kann man dann auch das damalige Bodenniveau abschätzen. Anhand vergleichbarer Zisterzienserinnen-Kirchen mit teilweise noch erhaltenen Abtrennung des Nonnenchores wie bspw. Himmelspforten in Würzburg gewinnt man eine Vorstellung von der damaligen Kirchengestaltung.
Das Kloster wurde von Hermann I. von Lobdeburg gestiftet. Eine formelle Inkorporation in den Zisterzienserorden war damals noch nicht die Regel, das Kloster war seit jeher dem Bischof von Würzburg unterstellt. Zahlreiche Besitzungen und Rechte des Klosters Maidbronn konnten nachgewiesen werden, bspw. Obereisenheim, Herlheim, Frohnlach und Ebersdorf. In der Stadt Würzburg gab es einen „Maidbronner Hof“.
Als Weiser und Visitator wirkte der Abt von Ebrach, später der Abt von Langheim. Das Kloster Fons Virginis Sanctae Mariae hatte prominente Fürsprecher, so eine Reihe von Päpsten (Gregor IX. 1233, Niklaus V. 1331, Innozenz VI. 1356 und Gregor XI. 1377) und Königen (Wenzel 1397 und Rupprecht von der Pfalz 1401) die das Kloster in seinen Rechten bestätigten.
Trotz dieser Unterstützung geriet das Kloster im Lauf der Jahre mehr und mehr ins Abseits der Geschichte. Im Jahre 1513 übernahmen Langheimer Mönche die Aufgaben des Klosterpropstes. Ein Grabstein aus dieser Zeit steht noch in der Kirche rechterhand. In dieser Zeit verblieben lediglich vier Nonnen im Kloster. Nach den Verwüstungen des Bauernkrieges 1525 wurde das Kloster noch bis 1543 unter den Langheimer Pröpsten betrieben, fiel durch einen Vertrag im Vorfeld der Grumbachschen Händel 1552 für wenige Monate an den Ritter Wilhelm von Grumbach und wurde 1581 letztlich unter Bischof Julius Echter aufgehoben. So endete die Geschichte des Klosters nach 349 Jahren des Bestehens.

## Riemenschneideraltar: Die Beweinung in Maidbronn

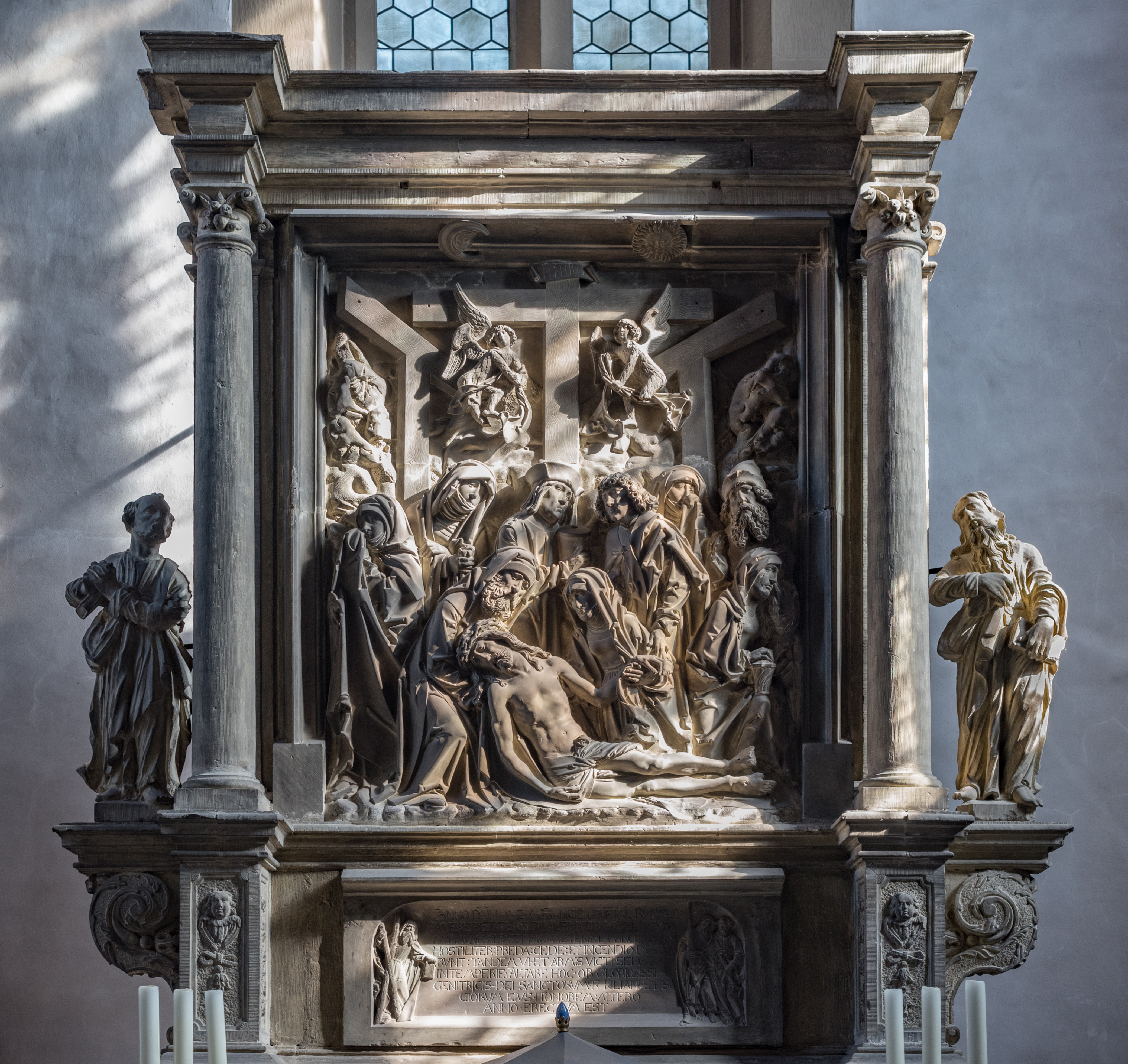
Der Riemenschneideraltar

In der Kirche, einem einschiffigen Bau mit geradem Chor, befindet sich auf dem Hochaltar, inmitten eines später hinzugefügten barocken Aufbaues samt Rahmen, ein großes Relief aus grauem Sandstein. Dargestellt ist eine Beweinung, die Klage der Mutter um den toten Sohn. Max Hermann von Freeden schrieb 1947: „Diese Beweinung in der stillen Kirche in Maidbronn ist ihrem Wesen nach ein wirklich letztes Werk, nicht nur des Meisters Tilman Riemenschneider, sondern auch der Zeit. Es ist durch eine vorher und nachher nicht wieder erreichte Innerlichkeit und Größe des Gefühls beseelt.“
Der Altar wurde um 1519 bis 1522 geschaffen. Justus Bier datiert den Altar nach einem Steinmetzzeichen am Grabdenkmal Loren von Bibra in diese Entstehungszeit. Außer der Rechnung des Klosters Maidbronn sind Dokumente hierzu nicht bekannt. Alfons Arnold spekulierte, dass der Altar in die Ritterkapelle gepasst hätte und leitet daraus ab, dass der Altar wahrscheinlich ursprünglich gar nicht für Maidbronn vorgesehen war, sondern für die Ritterkapelle in Rimpar. Dazu passt die Spekulation, dass eine Zahlung des Klosters Maidbronn aus dem Jahr 1526 über elf Gulden „an Meyster Dyln für eine schöne steinerne figur“ sich auf einen anderen Auftrag, allerdings nicht bekannten Auftrag beziehen könnte. Auch wird nicht erklärt, wie ein verarmtes Kloster sich in so kurzer Zeit einen derart prominenten Künstler für gleich zwei Kunstwerke leisten konnte.
Hier hilft die lokale Legende weiter, die zu berichten weiß, dass Meister Till aus Dankbarkeit für einen gewährten Unterschlupf in dieser Zeit dieses Kunstwerk geschaffen hat. Ebenso ranken sich zahlreiche weitere Legenden um das Kunstwerk: In der Literatur verarbeitet wurde der Hinweis, dass eine der trauernden Frauen die Witwe des im nahe gelegenen Gramschatzer Wald ermordeten Florian Geyer zeigt.
Das Relief der Predella unterhalb der „Beweinung“ gehört dann nach der Fortsetzung dieser Spekulation somit angeblich kaum zur Altartafel, auch wenn das häufig so dargestellt wird. Allerdings wird auch nicht erklärt, wieso zeitgleich im Bauernkrieg eine Predella mit dieser Inschrift für einen anderen Zweck als den erklärten/beschriebenen erstellt worden sein soll. In der Inschrift wird das Fazit der politisch bewegten Jahre des deutschen Bauernkriegs gezogen: „Im Jahre des Herrn 1525 haben die Bauern Ostfrankens, dem wahren Glauben entfremdet, diesen Ort … ärger als Feinde mit Raub, Mord und Brand verwüstet. Nachdem sie endlich durch Waffengewalt besiegt waren und der Sturm gestillt war, wurde dieser Altar zu Ehren der glorreichsten Gottesgebärerin und der Heiligen Kilian und seiner Gefährten im darauffolgenden Jahr errichtet.“ Die Predella gehört damit zu einem Denkmal des Sieges über die Bauern, aber nach dieser Spekulation eben aus einem anderen Zusammenhang. Die Inschrift bezieht sich auch nicht auf eine Beweinung, sondern auf einen Madonnenaltar mit dem Heiligen Kilian und seinen Gefährten – diese sind hier gar nicht dargestellt. Das hiermit auf ein mögliches Patrozinium Bezug genommen wird, wird hierbei bisher leider nicht erwähnt.
Im 17. Jahrhundert wurde das Maidbronner Retabel in einen barocken Altaraufsatz aus Stein eingebaut und es wurden die beiden Seitenfiguren des Petrus und Paulus hinzugefügt.
Nach den Wirrnissen des Bauernkriegs verfiel Maidbronn und das Kloster in einen Dornröschenschlaf. Davon berichtet der Visitator im Jahre 1613:

„Auff dem hohen altar, ligt ein portatile, in eine grosse steine taffel gehauen sepultura christi ohn gemalt. De patronis templi et altarium nihil explorare potui. Auff den andern zweien altarien stehen altte, verfallene ohntaugliche taffeln.“

Der geschilderte Zustand der Maidbronner Kirche schließt kürzlich vorgenommene Veränderungen aus. Von den Kirchen- und Altarpatronen konnte/vermochte (der Visitator im Jahr 1613) nichts erforschen/erfahren. Diese Unsicherheit bezüglich des Patroziniums lässt auf längere Vernachlässigung schließen, was nach den Verheerungen des Bauernkriegs 1525 und der Aufhebung des Klosters 1581 auch nicht verwunderlich ist.
Während andernorts Kirchen im Zuge der Renaissance aufwändig renoviert wurden, hielten Maidbronn und seine Bürger, in den Worten des ehemaligen Bürgermeisters Felix Brand „in schlichter Bescheidenheit … an ihrem kargen Besitz fest, der ihnen mehr als eine Bleibe bot.“
Später, in der Folge der Liturgiereform nach dem Zweiten Vatikanischen Konzil, wurde der Altarbereich durch den Bildhauer Heinrich Gerhard Bücker gemeinsam mit Bischof Paul-Werner Scheele neu gestaltet. Die Öffnung zur Welt wurde somit auch im Kirchenraum greifbar, und doch blieb die Wirkung des Riemenschneideraltars bestehen.
Der Beweinungsgruppe in Maidbronn wird in der Forschung ein hoher Rang als Vertreter eines neuen Bilddenkens zugedacht, das man sonst eigentlich in Italien sucht. Verbindet man mit der Renaissance ein neuzeitliches Bildverständnis, dann ist das Maidbronner Retabel nach Kunsthistoriker Holger Simon nicht das letzte rein gotische Werk Riemenschneiders, sondern es steht am Anfang der neuzeitlichen Kunstproduktion nördlich der Alpen.